# Carlos Chagas
Pour les articles homonymes, voir Carlos Chagas (homonymie) et Chagas.
Carlos Chagas, de son nom complet Carlos Ribeiro Justiniano das Chagas (né à Oliveira, (Minas Gerais, Brésil) le 9 juillet 1879 – mort à Rio de Janeiro le 8 novembre 1934), est un médecin brésilien. Il découvre en 1909 la maladie de Chagas, aussi appelée trypanosomiase américaine, alors qu'il travaille pour l'Institut Oswald-Cruz de Rio de Janeiro.
Le travail de Chagas est unique dans l'histoire de la médecine, il fut en effet le seul chercheur à décrire complètement une nouvelle maladie infectieuse en allant du vecteur (Triatominae) jusqu'à l'épidémiologie en passant par l'agent pathogène, l'hôte et les manifestations cliniques.
Toutefois, sa conception de cette maladie comme une « thyroidite parasitaire » était erronée, et il s'est heurté à une forte opposition. C'est seulement après sa mort, à partir de 1935, que l'importance de sa découverte a été pleinement reconnue.

## Contexte
À la fin du XIXe siècle, le Brésil est un pays de dix millions d'habitants, et Rio de Janeiro, comme tous les ports brésiliens, est un petit port pauvre, périodiquement frappé par des maladies épidémiques. Le pays est dévasté par la fièvre jaune, la plus répandue, mais aussi par le paludisme, la variole, la peste bubonique, et de nombreuses maladies parasitaires tropicales.
Les populations autochtones, comme les nouveaux immigrants, sont régulièrement décimées par ces maladies, à un point tel que les navires européens refusent d'accoster au Brésil. Ces fléaux épidémiques entravent, et rendent impossible, le développement socio-économique du pays.
Les derniers progrès médicaux en Europe (microbiologie) et dans les empires coloniaux (parasitologie) se répercutent au Brésil. La faculté de médecine de Rio se transforme profondément pour intégrer les nouveaux savoirs : méthode anatomoclinique et « médecine de laboratoire » (microbiologie). Les enseignants sont des hommes jeunes, non seulement médecins, mais aussi férus de politique, de littérature et de philosophie. L'influence médicale allemande est prépondérante, en particulier celle de Fritz Schaudinn (1871-1906).
La révolution industrielle qui se déroule en Amérique latine se donne deux objectifs « l'ordre et le progrès ». Il y a d'une part une population centrale, rurale, pauvre, analphabète (l'esclavage au Brésil est aboli en 1888), et de l'autre une population côtière, urbaine, éduquée, en rapport avec le reste du monde (principalement l'Europe).
Le développement du Brésil nécessite la création d'un réseau ferroviaire reliant les centres ruraux de production (café) aux ports d'exportations, ce qui implique non seulement le transport de matières premières, mais aussi le transfert de travailleurs entre zones rurales et zones urbaines.

## Biographie

### Origine familiale et formation
Carlos Chagas est le fils de José Justiniano das Chagas, propriétaire d'une petite plantation de café du Minas Gerais, et Mariana Cândida Chagas. Il est l'aîné de quatre enfants, et son père meurt alors qu'il avait quatre ans. Sa mère, devenue veuve à 24 ans, prend la direction de la plantation.
Après ses études secondaires, il rejoint l'École des Mines à Ouro Preto, sa mère souhaitant qu'il devienne ingénieur. Mais, en 1897, sous l'influence de son oncle médecin, il s'oriente vers des études de médecine à faculté de Rio de Janeiro.
Il obtient son diplôme en 1902 et son doctorat en médecine l'année suivante avec une thèse sur l'hématologie du paludisme, puis travaille en tant que chercheur au nouvel institut de recherche médicale créé par Oswaldo Cruz (1872-1917), médecin réputé dont il est l'assistant et plus tard, ami et collègue.

### Carrière
Après une brève période en tant que médecin dans l'arrière-pays, Chagas accepte un poste proposé par les autorités portuaires de Santos (São Paulo) : il a pour mission de combattre l'épidémie de paludisme qui sévit chez les ouvriers de la construction du réseau ferroviaire brésilien.

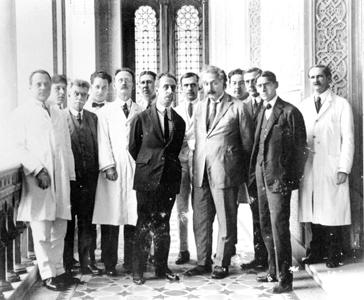
Carlos Chagas recevant Albert Einstein à l'institut Ostwaldo Cruz, en 1925.

C'est là qu'il a l'ingénieuse idée d'utiliser du pyrèthre, un insecticide naturel, pour désinfecter les habitations. Il obtient avec cette méthode d'étonnants succès. La publication de ses travaux sur cette méthode sert ensuite de base pour la prévention du paludisme partout autour du monde et est adoptée par un service du ministère de la Santé du Brésil, établi précisément pour cet objectif.
À l'âge de 26 ans, il accomplit la première campagne réussie contre le paludisme au Brésil, le port de Santos devient le plus important du pays.
Pour sa découverte de la maladie de Chagas, reconnue chez lui et à l'étranger comme l'un des plus importants succès en parasitologie, il est nommé deux fois pour le prix Nobel de médecine (en 1913 et 1921) sans jamais l'obtenir.
Après la mort de son mentor Oswaldo Cruz en 1917, Chagas accepte la place de directeur de l'Institut Oswald-Cruz, poste qu'il garde jusqu'à son décès en 1934. De 1920 à 1924, il est aussi directeur du département de la Santé du Brésil.
Il meurt d'une crise cardiaque aiguë à l'âge de 55 ans.
Carlos Chagas était membre de l'Académie roumaine et membre fondateur de l'Académie des Sciences d'Amérique Latine.

## La découverte de la maladie de Chagas

### Maladie animale
En 1907, il est envoyé par l'Institut Oswald-Cruz dans la petite ville de Lassance, à côté du Rio São Francisco, pour combattre un début d'épidémie de paludisme parmi les travailleurs d'une nouvelle ligne de chemin de fer (du réseau Estrada de Ferro Central do Brasil) reliant Bello Horizonte à  Pirapora,.

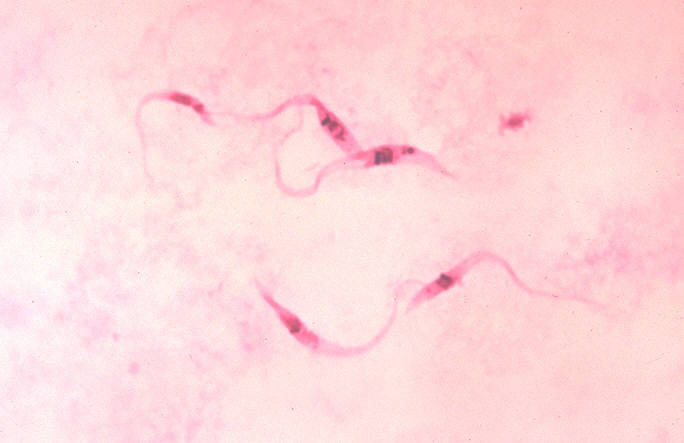
Trypanosoma cruzi, découvert par Carlos Chagas.

Il y reste les deux années suivantes. Dès 1908, un ingénieur lui signale la présence d'un  insecte hématophage, sorte de punaise volante, infestant les maisons rurales, appelé localement « chupao » (punaise du baiser) ou « barbeiro » ou barbier en portugais, parce qu'il suce le sang la nuit en piquant ses victimes au visage.
Par dissection et observation au microscope, il découvre que les intestins de ces insectes contiennent un protozoaire flagellé, une nouvelle espèce du genre Trypanosoma. Il envoie des spécimens à son directeur Ostwaldo Cruz pour transmission expérimentale à des ouistitis (Callithrix penicillata) mordus par un insecte infecté. Les résultats étant positifs, Chagas multiplie les expériences sur plusieurs espèces de mammifères. En avril 1909, il la certitude d'avoir découvert une nouvelle maladie infectieuse, sa cause et son vecteur. Il nomme ce nouveau parasite Trypanosoma cruzi en l'honneur de Oswaldo Cruz et plus tard cette année Schizotrypanum cruzi puis à nouveau Trypanosoma cruzi.

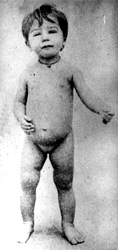
Berenice Soares de Moura, âgée de 2 ans en 1909, premier cas humain diagnostiqué de maladie de Chagas.

En 1912, il trouve que le tatou Dasypus novemcinctus est un réservoir naturel du parasite. En 1924, il parachève la connaissance du cycle sauvage parasitaire en découvrant des singes Saimiri sciureus naturellement infectés dans l'état de Pará.

### Maladie humaine
La forte présence de l'insecte vecteur dans les habitations et sa capacité à mordre les humains laissent à penser, selon Chagas, que le parasite pourrait être la cause de maladies humaines. Il fait ainsi des prélèvements sanguins et, le 14 avril 1909, découvre pour la première fois le même parasite dans le sang d'une petite fille de deux ans, prénommée Bérénice, présentant une fièvre avec adénopathie, gros foie (hépatomégalie) et grosse rate (splénomégalie),.
En 1916, Chagas complète ses études sur la phase aigüe de la maladie, et en 1922 sur les formes chroniques. Il décrit 27 cas de la phase aiguë de la maladie et réalise plus de 100 autopsies sur des patients victimes de la phase chronique, en observant des inclusions parasitaires dans le cerveau et le myocarde, expliquant un certain nombre de manifestations cliniques chez les personnes malades.
Chagas n'a plus qu'à écrire l'histoire naturelle de la maladie dans un système médical complet qu'il défendra jusqu'à la fin de sa vie : celui de la trypanosomiase américaine ou maladie de Chagas. Il articule la protozoologie allemande de Fritz Schaudinn avec la méthode anatomoclinique et une épidémiologie de la pauvreté basée sur l'insecte vecteur.

### La gloire enviée de Chagas
La gloire de Chagas est immédiate. Un seul chercheur, à peine âgé de 30 ans, découvre en moins d'un an, le cycle complet d'une nouvelle maladie parasitaire dans l'ordre inverse de ce qui se faisait (maladie clinique →  agent pathogène → vecteurs → réservoir, ce qui pouvait prendre des décennies), puisqu'il décrit d'abord un vecteur, puis un pathogène dans le vecteur, la maladie et enfin le réservoir,.

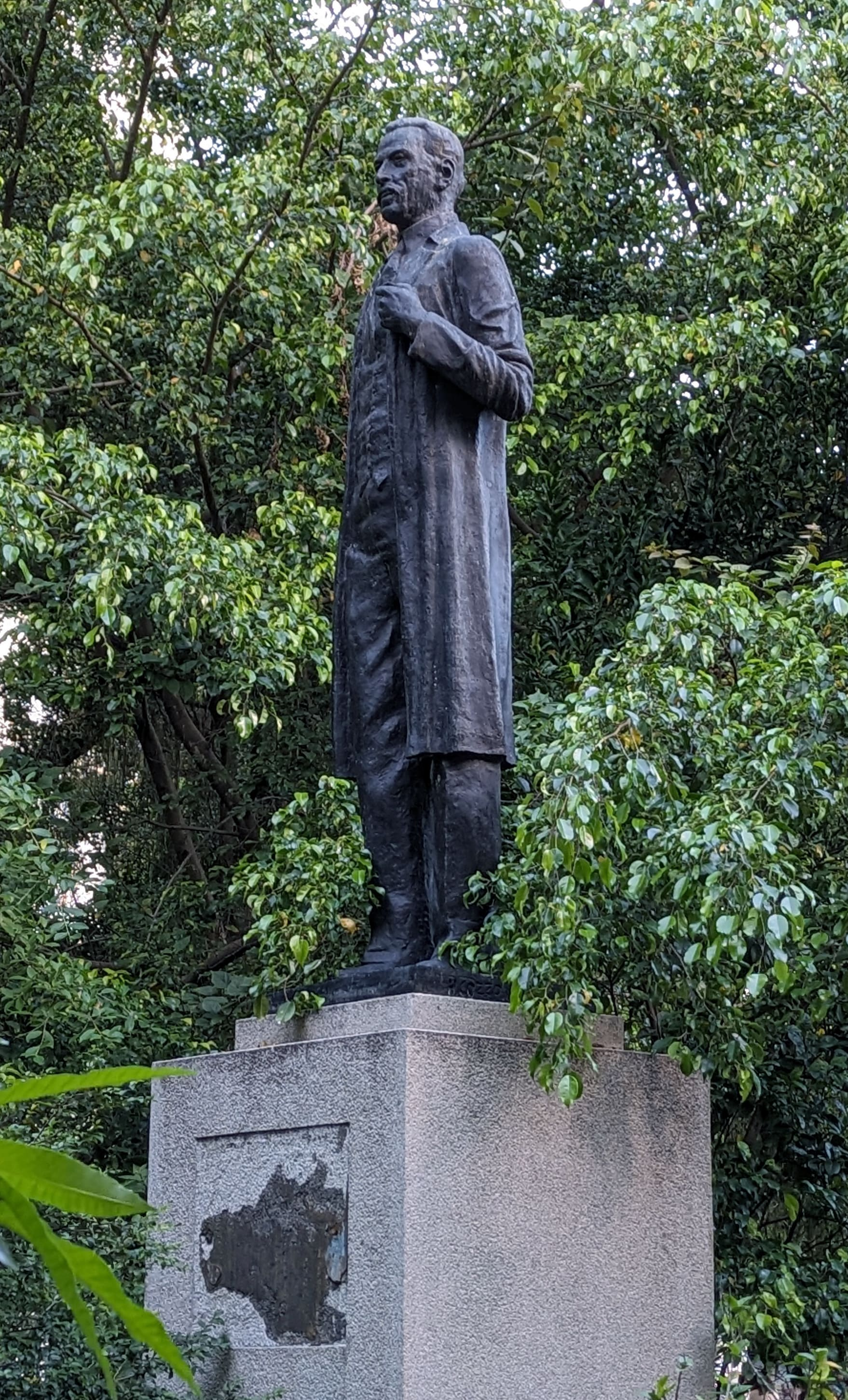
La statue de Carlos Chagas, près de la plage de Botafogo (Rio de Janeiro).

Dès 1910, les autorités médicales brésiliennes adoptent la dénomination maladie de Chagas pour cette nouvelle trypanosomiase américaine. Le 22 juin 1912, il reçoit le prix Schaudinn, un prix prestigieux de cette époque, équivalent à un Nobel en parasitologie. Chagas est préféré pour ce prix à d'autres brillants scientifiques comme Alphonse Laveran (1845-1922) ou Émile Roux (1853-1933).
Ses travaux en protozoologie et en médecine tropicale lui valent rapidement une renommée aussi bien locale qu'internationale. Il reçoit récompenses et honneurs d'universités comme celles de Harvard, Hambourg et Paris, et d'une douzaine de sociétés savantes dans le monde.
Le succès de Chagas, notamment sa nomination comme directeur de la Santé au Brésil, suscite une animosité jalouse dans son propre pays. Nommé deux fois pour le Prix Nobel, en 1913 et 1921, il ne l'obtient pas en raison d'une forte opposition académique brésilienne, et à cause d'intrigues au sein du Comité Nobel de l'époque (en 1921, le prix n'a pas été attribué, officiellement « pour investir cet argent dans la science »). En principe les évaluations des travaux des candidats font l'objet d'un rapport écrit, mais celui concernant Chagas n'a pas été retrouvé dans les archives du comité Nobel,.
Après la première guerre mondiale, la médecine européenne est confrontée à bien d'autres problèmes (outre les millions de blessés, le typhus et la grippe espagnole) que ceux de l'Amérique latine. Les chercheurs brésiliens se situent à la périphérie du monde scientifique, et pour se faire connaître doivent publier dans des revues bilingues (Chagas publie ses travaux originaux en portugais et en allemand).
Si les travaux de Chagas sont la cible des envieux, il existe aussi des critiques de bonne foi, basés sur des arguments scientifiques et qui remettent en question les interprétations et les critères de Chagas. L'importance de la maladie a du mal à être reconnue : vingt ans après sa découverte, moins de cent cas humains ont été signalés au Brésil, et seulement 36 dans 6 autres pays d'Amérique latine. En dépit des efforts de Chagas, la maladie reste peu visible en étant considérée comme une maladie rare et obscure, suscitant le désintérêt.
Après la mort de Chagas en 1934, la maladie de Chagas est abordée de nouvelle manière, elle est redécouverte par la correction des erreurs de Chagas,.

### La triple erreur de Chagas
Selon François Delaporte (1941-2019), le système initial de la maladie de Chagas était entaché d'une triple erreur.

#### Le cycle deTrypanosoma cruzi
Chagas est influencé par les travaux de Fritz Schaudinn qui défendait l'existence d'un nouveau groupe de flagellé (les Binucleata), de reproduction sexuée et asexuée, réunissant des flagellés et des sporidies retrouvés dans le sang. L'école de Schaudinn perdit beaucoup de son prestige quand il fut démontré que les binucleata n'existaient pas.
Chagas décrit ainsi des formes sexuées du parasite qu'il confond avec des formes d'âge différent, d'où le terme Schizotrypanum (du grec schizo-  séparer, pour caractériser ce qu'il pense être un dimorphisme sexuel). Il décrit une forme parasitaire au niveau pulmonaire, mais qui s'avère être, non pas un Trypanosoma, mais un  Pneumocystis, maintenant classé parmi les fungi,.

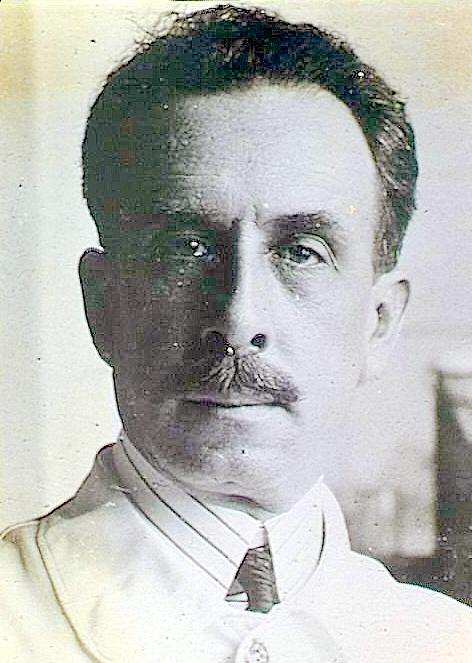
Carlos Chagas vers 1925, in: Pasteuriens et personnalités du monde médical, 1868- 1970,

Chagas a pris la multiplication d'un parasite accidentel (un fungi) pour une phase du cycle de T. cruzi. Si Chagas admet de revenir à la dénomination Trypanosoma, il ne renoncera jamais à l'idée d'un dimorphisme sexuel et à celle d'une fécondation des trypanosoma dans le corps de l'insecte vecteur.
Le cycle complet de T. cruzi avec sa phase intracellulaire (dans le cœur et les muscles) est décrit en 1911 par un autre brésilien, Gaspar Viana (pt) (1885-1914).

#### La piqûre deTriatominae
Chagas croit retrouver des formes de Trypanosoma dans les glandes salivaires de Triatominae. Il plaide donc pour une transmission par piqûre de l'insecte vecteur. Il reste partisan de la transmission par inoculation de salive, alors que le français Émile Brumpt (1877-1951) démontre dès 1912, que la transmission se faisait par les fèces de l'insecte déposés sur la peau près de la piqûre,.

#### La «thyroïdite parasitaire»
Le crétinisme par goitre endémique sévissait aussi au Brésil. La troisième erreur de Chagas, et la plus importante dans ses conséquences, fut de considérer sa maladie comme une « thyroïdite parasitaire », comme la cause principale du crétinisme au Brésil : T. cruzi serait l'agent spécifique du « goitre du Minas Gerais ».
Cette confusion explique aussi en partie la difficulté de retrouver des cas humains de maladie de Chagas ainsi définie, car les adversaires de Chagas ont beau jeu de répliquer que s'ils trouvent bien des T. cruzi dans les punaises, ils ne les retrouvent pas chez les goitreux,.
Au début des années 1930, peu avant sa mort, Chagas est dans une impasse : la maladie parasitaire ne s'accorde pas avec la maladie endocrinienne. La maladie de Chagas ne sera redécouverte et redéfinie qu'après sa mort, non pas au Brésil mais en Argentine, dans une région dépourvue de goitre endémique, à partir de 1935, notamment par Cecilio Romaña (es) (1899-1997),.

## Autres travaux
En tant que directeur de la Santé au Brésil, Chagas est très actif dans l'organisation de soins spéciaux, dans les services de prévention, dans les campagnes contre les épidémies de grippe espagnole, les maladies sexuellement transmissibles, la lèpre, la tuberculose, les maladies rurales endémiques, ainsi qu'en pédiatrie (nutrition infantile). Il crée une école d'infirmière et introduit le concept de médecine sanitaire. Il organise la première chaire de médecine tropicale et des études de troisième cycle en hygiène.

## Chagas: un modèle de science en action
La découverte initiale de la maladie de Chagas a fait l'objet de plusieurs études de philosophie et de sociologie des sciences. Selon les historiens des sciences de la fondation Oswaldo Cruz, plusieurs leçons peuvent être tirées.
La science, comme les autres formes de production de connaissances, est d'abord une action collective impliquant des communautés concrètes, avant d'être celle d'individus isolés. Chagas n'est pas un solitaire « savant de génie » en butte à des détracteurs. Il appartient à un institut, il est entouré de collaborateurs, chercheurs de terrain formés en Europe. Il baigne dans le contexte socio-politique d'un Brésil en voie de développement, désireux de se moderniser.

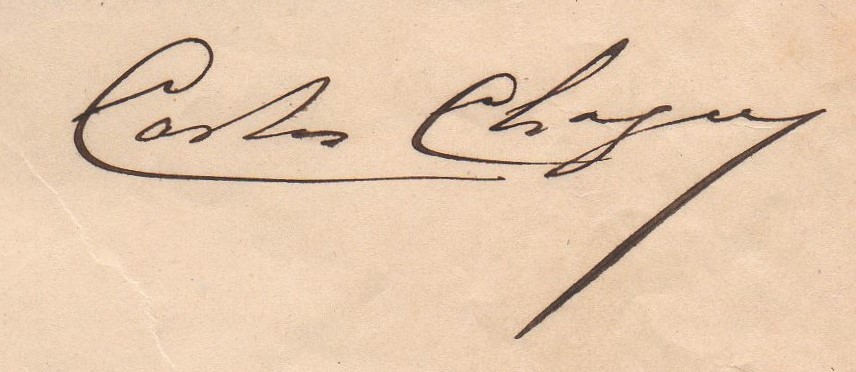
Signature de Carlos Chagas en 1910.

La science est une activité sociale. D'emblée, Chagas considère la maladie comme à la fois biomédicale et sociale. La maladie de Chagas révèle un autre Brésil que celui des élites de Rio : le Brésil pauvre, sortant de l'esclavage, celui de la ruralité et de la production de café.
La science est une pratique. L'activité de Chagas est dominée par la lutte contre le paludisme (son centre de commandement est un wagon de train qui le mène d'une ville à l'autre). La découverte de la maladie de Chagas s'appuie sur un travail de terrain, qui va des habitats misérables aux dispensaires et hôpitaux jusqu'aux travaux en laboratoire.
La recherche scientifique est une route sinueuse, ce n'est pas une ligne droite qui mène à la révélation de la vérité. Elle est faite de revers, controverses et négociations. Les disputes et controverses ne se réduisent pas à des questions de rivalité personnelle, ou de rapports de pouvoir. Il est nécessaire de comprendre les processus qui amènent au consensus scientifique si l'on veut expliquer pourquoi nous devons y faire confiance.
Ici, selon Delaporte, la résolution de la controverse Chagas passe par une « réorganisation épistémologique » qui débute en 1935 : celle qui sort la maladie de Chagas des maladies endocriniennes (thyroïdite parasitaire) pour en faire une maladie exclusivement parasitaire. En d'autres termes, d'un point de vue clinique, il fallait que l'œdème de la face de certains malades de Chagas ne soit plus vu comme un myxoedème, mais comme un syndrome oculo-palpébral de type inflammatoire ou signe de Romana, « un signe qui nous parait tellement évident qu'on a du mal à croire que personne ne l'ait vu avant lui ».

## Distinctions
- Officier de l'ordre de Sant'Iago de l'Épée

## Postérité
Carlos Chagas a eu deux fils médecins :
- Evandro Chagas (1905-1940), mort accidentellement à l'âge de 35 ans, chercheur en maladies tropicales. Un important institut biomédical de Belém, dans l'État du Pará, porte son nom (Instituto Evandro Chagas).
- Carlos Chagas Filho (1910-2000), éminent scientifique internationalement reconnu dans le domaine de la neurophysiologie et président de l'Académie pontificale des sciences

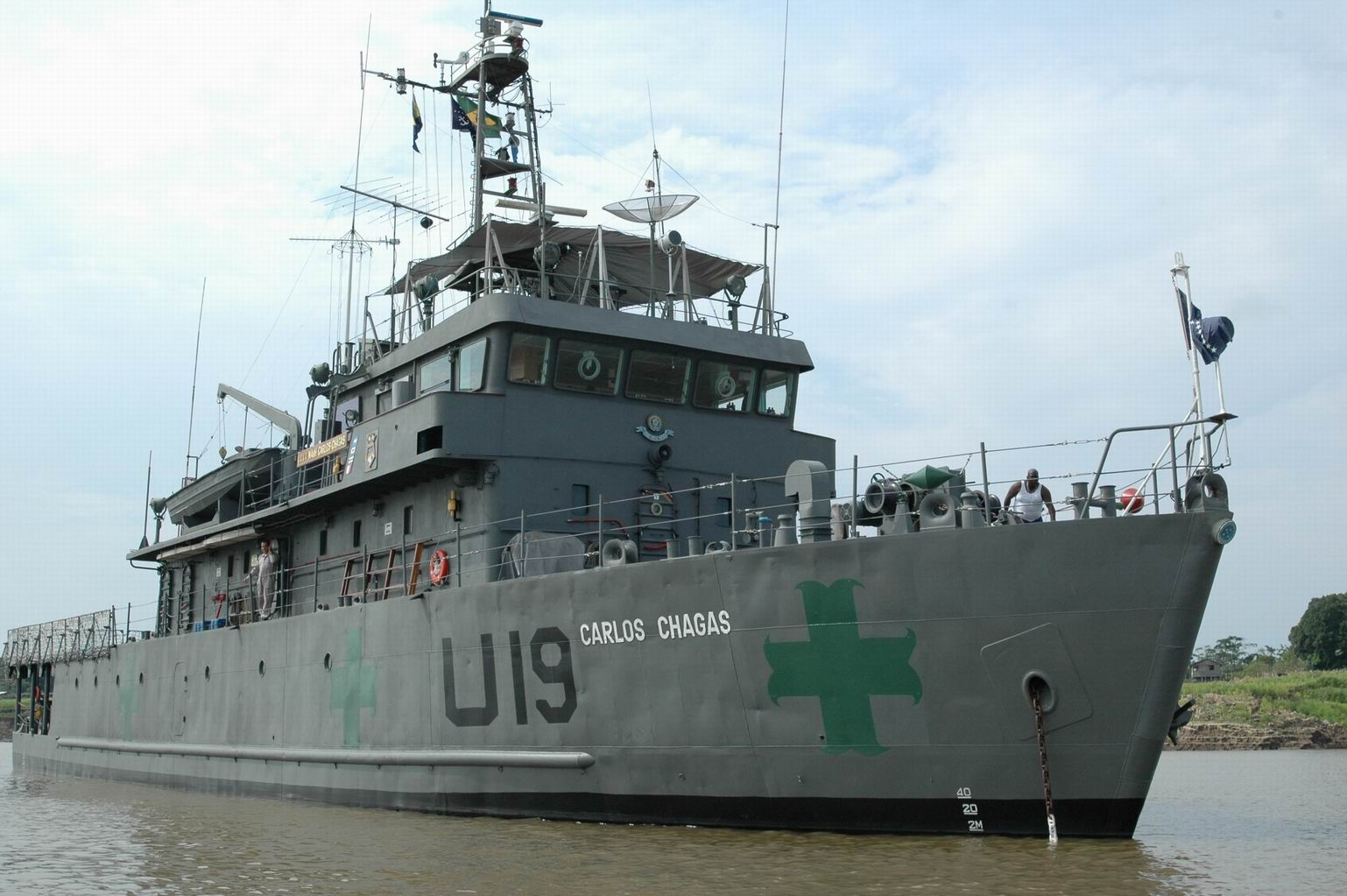
Le navire hôpital Carlos Chagas de la marine brésilienne.

Le médium Francisco Candido Xavier (1910-2002) a prétendu que plusieurs de ses livres avaient été dictés de l'au-delà par Carlos Chagas sous le pseudonyme André Luiz.
En 2020, l'OMS inaugure la première journée mondiale de la maladie de Chagas, en choisissant le 14 avril, le jour anniversaire de la découverte par Chagas du premier cas humain de la maladie, le cas Bérénice, âgée de deux ans.
Bérénice a été réexaminée, elle et sa famille, à l'âge de 53 ans. Elle ne présentait pas de signes chroniques de la maladie, mais elle restait sérologiquement positive. Par xénodiagnostic (diagnostic d'un parasite à partir du sang de malade inoculé à un insecte vecteur), deux souches de T. cruzi ont pu être isolées, l'une à l'âge de 62 ans, l'autre à l'âge de 78 ans, respectivement appelées Be-62 et Be-78.